# La pace sia con te
La pace sia con te è un singolo di Renato Zero pubblicato nel 1998 da Fonòpoli in formato CD, quarto estratto dall'album Amore dopo amore.

## Il disco
La pace sia con te è stata scritta da Maurizio Fabrizio e Guido Morra. La canzone ha debuttato in classifica al 6º posto il 20 novembre 1998, restando nella top 10 per 3 settimane consecutive, fino alla settimana del 4 dicembre 1998.

## Tracce
1. La pace sia con te – 6:27
2. Poesia poesia – 6:04

## Classifiche
| Classifica (1998) | Posizione massima |
| ----------------- | ----------------- |
| Italia            | 6                 |

### Classifiche di fine anno
| Classifica (1998) | Posizione |
| ----------------- | --------- |
| Italia            | 96        |